# اغبرت وايت
اغبرت وايت (بالإنجليزية: Egbert White)‏ هو صحفي ومراسل عسكري أمريكي، ولد في 1894، وتوفي في 1976.